# Luís Alves Tomás
Luís Alves Tomás (Castanheira de Pêra, Portugal, 4 de agosto de 1871 — Santos, Brasil, 8 de dezembro de 1931) era um comerciante português emigrado no Brasil, um dos fundadores do Racionalismo Cristão.

## Biografia
Natural da freguesia de Moita, concelho de Castanheira de Pêra, distrito de Leiria, província da Beira Litoral, em Portugal.
Em 28 de maio de 1887, ainda com 15 anos, Luís Alves Tomás desembarcava em Santos, onde desencarnaria a 8 de dezembro de 1931, com 60 anos. Aqui viveu, portanto, 45 anos.
Dotado de uma personalidade e de um poder de assimilação invulgares, muitíssimo trabalhador e econômico, sem porém cair na craveira da mesquinhez, Luís Tomás facilmente captou a simpatia e o respeito de quantos com ele conviviam.
Comerciante aos 17 anos, graças à ajuda de um irmão que de Lisboa lhe remetera, de improviso, grande quantidade de mercadorias, Luís Tomás lá foi vencendo a falta de experiência com a perspicácia e a inteligência natas, aliadas a inquebrável força de vontade. Com outro irmão que já aqui se encontrava quando de sua vinda, formou uma sociedade - Thomaz, Irmão & Cia. - que seria desfeita, de comum acordo, vinte anos depois, em 1908, cabendo a cada um dos irmãos avultada fortuna.
Luís Tomás desencarnou às 10h15 do dia 8 de dezembro de 1931, no Hospital da Real e Benemérita Sociedade Portuguesa de Beneficência, da cidade de Santos, onde fora internado no dia 25 de novembro, sendo sepultado no Cemitério de Paquetá.
Uma de suas grandes contribuições foram os estudos no campo da espiritualidade. Junto com Luís de Matos, desenvolveram em 1910 uma filosofia científico-espiritualista chamada Racionalismo Cristão.